# Тамарин Танасугарн
Тамарин Танасугарн  (на тайски: แทมมารีน ธนสุกาญจน์; tʰɛːmmāːrīːn tʰánásùkāːn) е професионална тенисистка от тайландски произход.
Родена е в Лос Анджелис, щата Калифорния, САЩ. От 5-годишна живее в Тайланд. Има двойно гражданство – тайландско и американско. Завършва Банкокския университет. Служи като офицер (звание лейтенант) в Тайландската кралска полиция.
Първите си стъпки в турнирите от ITF-календара Тамарин Танасугарн прави през 1990 г., когато участва в първото си състезание в Бангкок. През 1992 г. талантливата тайландка достига до първия си финал в официално състезание в Тайпе. През 1993 г. Тамарин Танасугарн вече е в представителната формация на Тайланд за „Фед Къп“. Същата година печели своята първа шампионска титла от официалния календар на ITF в столицата на Филипините – Манила. Малко по-късно дебютира и в своя първи турнир, който е от WTA календара.
В своята професионална кариера Тамарин Танасугарн печели 3 титли на сингъл. Първата е от 9 февруари 2003 г., когато във финалната среща на турнира в Хайдарабад побеждава узбекската тенисистка Ирода Туляганова с резултат 6:4, 6:4. Останалите си 2 титли тайландката печели от 2 турнира в Хертогенбош, Нидерландия: надиграва руската шампионка Динара Сафина със 7:5, 6:3 на 21 юни 2008 г. и надделява над белгийската тенисистка Янина Викмайер с резултат 6:3, 7:5 на 20 юни 2009 г.
В биографичната справка за Тамарин Танасугарн присъства и графата със 7 поражения от финални мачове от WTA-календара. Последното си поражение на сингъл претърпява на турнира „Патая Сити“ в Бангкок на 14 февруари 2010 г. Във финалната фаза е надиграна от рускинята Вера Звонарьова в двусетов мач с резултат 6:4, 6:4.
Във витрината си с шампионски титли Тамарин Танасугарн добавя и 7 титли на двойки. Последната титла датира от 15 февруари 2010 г. Във финалния мач на турнира „Патя Сити“, в Бангкок заедно със състезаващата се за Нова Зеландия хърватка Марина Еракович побеждават руския дует Анна Чакветадзе и Ксения Первак със 7:5, 6:1.
В турнирите от Големия шлем Тамарин Танасугарн записва най-добро участие на сингъл през 1998 г. по време на „Откритото първенство на Австралия“, когато бива надиграна в четвъртия кръг на надпреварата от френската тенисистка Сандрин Тестю. Най-доброто ѝ постижение в мачовете на двойки е от 2004 г., когато по време на „Откритото първенство на САЩ“, тайландката заедно с Лизел Хубер бива елиминирана от Ай Сугияма и Елена Дементиева.
През 1996 г. тайландката участва в Летните олимпийски игри в Атланта. Достига до четвъртфинален мач на двойки, който губи от бъдещите шампионки Кончита Мартинес и Аранча Санчес-Викарио.
Най-доброто си класиране на сингъл в световната ранглиста на женския тенис Тамарин Танасугарн записва през 2002 г., когато заема 19-та позиция. В ранглистата на двойки през 2004 г. тайландката заема престижната 15-та позиция.
На 10 октомври 2010 г. Тамарин Танасугарн печели шампионската титла от турнира, провеждан в Токио, който е в официалния календар на Международната тенис федерация (ITF). Във финалната среща с американската ѝ партньорка Джил Крейбъс преодоляват съпротивата на полската тенисистка Урсула Радванска и украинката Олга Савчук с резултат 6:3, 6:1. На 17 октомври 2010 г. печели на сингъл турнира в Осака. На финала сломява съпротивата на представителката на домакините Кимико Дате с резултат 7:5, 6:7, 6:1.